# 채널 제도 (캘리포니아주)

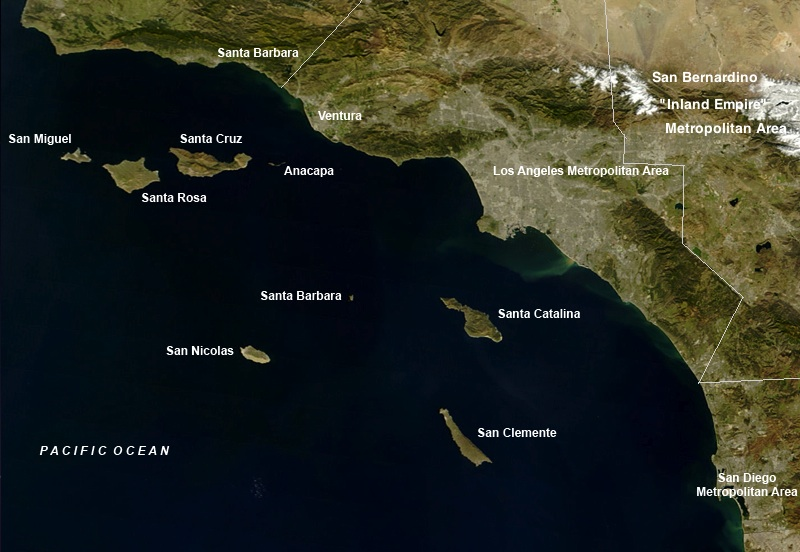
채널 제도

채널 제도(Channel Islands)는 미국 캘리포니아주 샌타바버라 군에 속하는 8개의 섬으로 이루어진 군도이다. 기후가 좋고, 아름다운 서해안의 대표적인 휴양지 중 하나이며, 미국 최고의 다이빙 명소로, 세계적으로 잘 알려져 있다. 2010년 현재 인구는 4603명이다.

## 같이 보기
- 과달루페섬